# Лекеник
Лекеник (хорв. Lekenik) — община с центром в одноимённом посёлке в центральной части Хорватии, в Сисацко-Мославинской жупании. Население общины 6032 человека (2011), население посёлка — 1897 человек. В состав общины кроме административного центра входят ещё 17 деревень.
По итогам переписи 2011 года хорваты составляли 97,55 % населения общины.
Через посёлок Лекеник проходит автодорога D30 Петринья — Велика-Горица. В посёлке есть железнодорожная станция на линии Загреб — Сисак.
Большая часть территории общины покрыта лесами. Лекеник популярен у любителей природного туризма.

## История

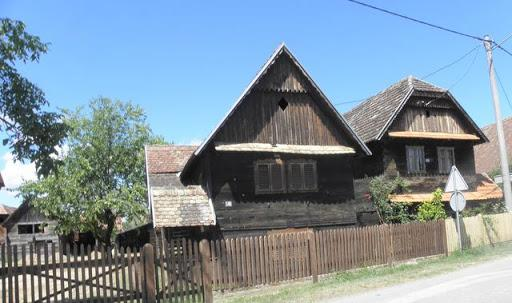
Деревянная архитектура в деревне Летованич, община Лекеник

Первое упоминание Лекеника относится к 1217 году. Община расположена на равнине Турополье, в междуречье Купы и Одры примерно в 10 км к северо-западу от города Сисак. Граждане Лекеника принадлежали к прославленной в Средние века и Новое время «Дворянской общине Турополье».
В конце XVI века невдалеке от Старого Лекеника поселилась одна из ветвей графского рода Эрдёди (Erdody, Erdődy), бежавшая от османского ига. Их деревня стала зваться Эрдёдским Лекеником (Erdodski Lekenik, Erdődski Lekenik). В 1953 г. Эрдёдский Лекеник был административно присоединён к Старому Лекенику.
Приходская церковь общины, церковь Вознесения Девы Марии 1751 года постройки, находится не в самом Лекенике, а в соседней деревне Пешченица.
Лекеник — родина хорватского архитектора Йосипа Пичмана (Josip Pičman).
В Лекенике проходили съёмки американского фильма Скрипач на крыше, Лекеник изображал в фильме украинскую деревню Анатевка.